# 麻黄
麻黃為中药中所称「發散風寒藥」；古時别名龍沙、卑相、青龍。包括有三種麻黃屬的植物：草麻黃（Ephedra sinica）、木賊麻黃（Ephedra equisetina）與中麻黃（Ephedra intermedia），採用部位為草質莖。

## 相關麻黃屬
草麻黄
草麻黃為海拔1300-2900m荒漠化草原上的小灌木，常呈草本狀，莖高20~40公分。分枝較少，木質莖短小，匍匐状；小枝圓，對生或輪生，节间长2.5~6公分，直徑約2公厘。叶膜质鞘状，上部二裂（極少數3），裂片锐三角形，反曲。雌雄异株；雄球花有多数密集的雄花，苞片通常4对，雄花有7~8枚雄蕊；雌球花单生枝顶，有苞片4~5对，上面一对苞片内有雌花2朵，雌球花成熟时苞片红色肉质。种子通常2粒。花期5月；种子成熟期7月。
木賊麻黃
木賊麻黃為直立灌木，高达1公尺。茎分枝较多，黄绿色，节间短而纤细，长1.5~3公分。叶膜质鞘状，上部仅1/4分离，裂片2，呈三角形，不反曲。雌花序常着生于节上成对，苞片内有雌花1朵，种子通常1粒。
中麻黃
中麻黃為直立灌木，高达1公尺以上。茎分枝多，节间长2~6公分。叶膜质鞘状，上部1/3分裂，裂片3（極少數為2），钝三角形或三角形。雄球花常数个密集于节上，呈团状；雌球花2~3生于茎节上，仅先端一轮苞片生有2~3雌花。种子通常3粒（極少數為2粒）。

## 產地
三者主要產地為中國河北、山西、陝西、內蒙古、甘肅、遼寧、四川等地。

## 中醫药學功效
麻黃為中藥中的發散風寒藥，早期出典包括了漢代本草學的《神農本草經》與內科學的《傷寒雜病論》，一直沿用到今世。

### 炮製
秋季割採綠色草質莖，阴乾後切段，去根節（節不發汗反能止汗）。生用、蜜炙或搗成絨用。多數場合採生用；止咳、平喘宜蜜炙用。藥材以淡綠色或黃綠色，內心紅棕色，以手拉不脫節，味苦澀者為佳。

### 性味歸經
味辛、微苦，性温。入肺、膀胱经。味辛发散，性温散寒，其气微香，善达肌表，开腠理，透毛窍。

### 功效
辛温發汗峻品，能解表寒，宣肺平喘，利水消腫。為發汗解表第一藥。

### 臨床應用
- 外感風寒、腠理闭合，恶寒发热，頭痛、身疼痛，鼻塞無汗，脈浮緊等表實證，常与桂枝相须为用。
- 風寒外束、痰飲壅肺而致肺气壅遏或外感风寒内有痰饮或热邪壅肺之喘咳实证。
- 水腫而兼有表證者。
- 寒邪凝滞经脉之陽疽、流注、痰核、鹤膝风，风寒湿痹等。
- 風疹塊、水疥、游风、痒疹及顽癣等病证之皮膚搔癢。
- 黃疸。
- 小兒遺尿。
- 现代临床报道以本品配附子（先煎）、细辛，煎服，用治心动过缓有效。

用法用量：煎服3~10克；入丸散劑1~3克。外用適量。
- 本品能解除支氣管痙攣，抗流感病毒。

### 注意
本品发汗力较强，凡表虚自汗、阴虚盗汗及温病发热者忌用；烦躁、失眠、高血压、尿潴留患者、咳喘由于肾不纳气的虚喘者慎用。

## 現代藥理分析
本品含麻黃鹼、偽麻黃鹼、甲麻黄碱、甲基偽麻黃鹼、麻黃次鹼等多種生物鹼及揮發油、有機酸、黄酮類等。其中麻黃鹼為主要有效化學成分，其次為偽麻黃鹼，以秋季含量最高。揮發油有發汗、解熱作用，麻黃鹼和偽麻黃鹼能緩解支氣管平滑肌痙攣，可用在哮喘等場合；偽麻黃鹼有較强利尿作用，麻黃鹼可興奮心臟、收縮血管、升高血壓，興奮中樞神經作用。
麻黃具有抗發炎、抗菌、抗病毒等作用。減輕充血的狀況，有助於去除液體。可減輕支氣管的痙攣和刺激中樞系統。可以增加食慾和振奮情緒，對於治療過敏、氣喘、感冒、其他呼吸系統、沮喪、肥胖很有幫助。

## 法律规定

### 美国
在1997年，FDA的发布了一项关于麻黄（可以提取麻黄素的药草）的规定：限制一剂麻黄至8毫克（有效麻黄碱），一天的总计量不超过24毫克 。这个拟议的规则在2000年被撤回 。在2004年，美国食品药品管理局颁布了一个禁止把麻黄素生物碱作为食品补充剂销售的规定，这项禁令不禁止针对哮喘，感冒，过敏，其他疾病的销售，以及亚洲人传统的医药使用。麻黄碱的销售和购买目前被监管，具体细则不同的州有所不同。
2005年美国国会众议院通过一项针对脱氧麻黄碱的法规，作为美国爱国者法的补充法规之一。总统布什在2006年3月6日签署后成为法律。该联邦法规对出售含麻黄制品的商家作出以下主要规定：
- 销售记录保留两年，记录双方的名称和地址
- 需要核查买家的身份证明文件（例如驾驶执照）
- 向当地警方检举任何可疑的购买行为
- 不得开架销售
- 每人每天的购买总量不超过3.6克，不论交易的次数
- 每人每月购买量不超过9克
- 以邮购购买每月的销售限制是7.5克。

### 中国
由于麻黄的多种麻黄碱类生物碱（麻黄素、伪麻黄素、消旋麻黄素、去甲麻黄素、甲基麻黄素等）或含麻黄碱类制品药物能被用于合成甲基苯丙胺（冰毒）或甲卡西酮（浴盐）等毒品，于2012年9月4日发布的《关于加强含麻黄碱类复方制剂管理有关事宜的通知》规定，相关药品（包括非处方药）需要专柜销售并登记核实购买者信息，限制一次销售不得超过2个最小包装，之后不断开展相关销售环节信息登记系统的启用。

## 外部連結
- 草麻黃Caomahuang （页面存档备份，存于）藥用植物圖像數據庫（香港浸會大學中醫藥學院）（中文）（英文）
- 木賊麻黃Muzeimahuang （页面存档备份，存于）藥用植物圖像數據庫 (香港浸會大學中醫藥學院) （中文）（英文）
- 中麻黃Zhongmahuang （页面存档备份，存于）藥用植物圖像數據庫 (香港浸會大學中醫藥學院) （中文）（英文）
- 麻黃 中藥材圖像數據庫  (香港浸會大學中醫藥學院) （中文）（英文）
- 麻黃 Ma Huang （页面存档备份，存于） 中藥標本數據庫 (香港浸會大學中醫藥學院) （繁體中文）（英文）
- L-麻黃堿 L-ephedrine （页面存档备份，存于） 中草藥化學圖像數據庫 (香港浸會大學中醫藥學院) （中文）（英文）
- (-) 鹽酸麻黃堿 (-) Ephedrine hydrochloride （页面存档备份，存于） 中草藥化學圖像數據庫 (香港浸會大學中醫藥學院) （中文）（英文）
- D-僞麻黃堿 D-pseudoephedrine （页面存档备份，存于） 中草藥化學圖像數據庫 (香港浸會大學中醫藥學院) （中文）（英文）
- (+) 鹽酸僞麻黃堿 (+) Pseudoephedrine hydrochloride （页面存档备份，存于） 中草藥化學圖像數據庫 (香港浸會大學中醫藥學院) （中文）（英文）

## 延伸阅读
[在维基数据编辑]
 《欽定古今圖書集成·博物彙編·草木典·麻黃部》，出自陈梦雷《古今圖書集成》
 《植物名實圖考·麻黃》，出自吳其濬《植物名實圖考》
1. ↑  . www.cqn.com.cn.   [2020-09-15]. （原始内容存档于2021-05-21）.